# Oscillateur de battement
Pour les articles homonymes, voir BFO et oscillateur.

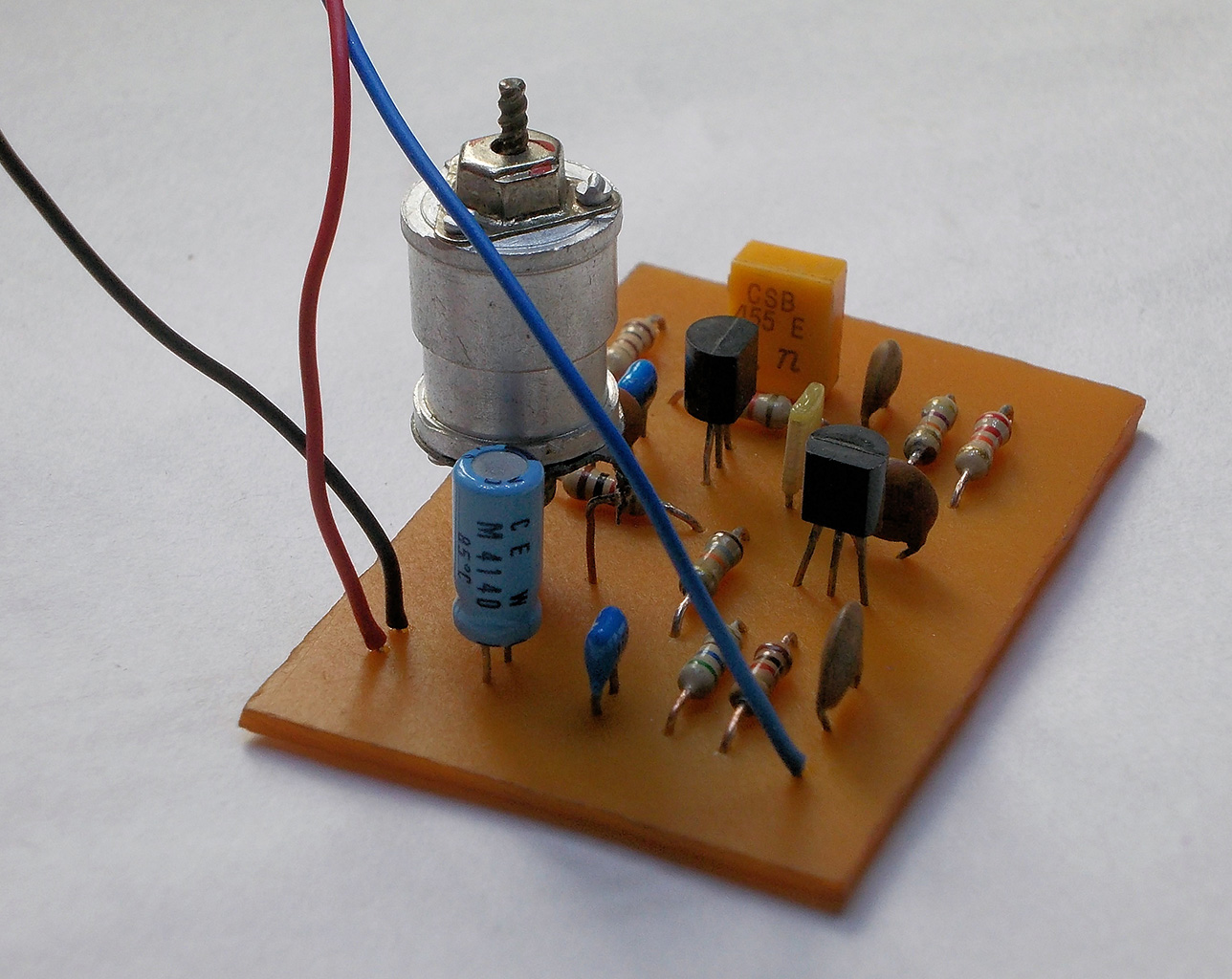
Oscillateur de battement.

Un oscillateur de battement, en anglais beat frequency oscillator (BFO), ou aussi un oscillateur local (OL) est un oscillateur que l'on rajoute à côté ou à l'intérieur d'un récepteur radio AM ou FM. La fréquence de cet oscillateur sera réglable de plus ou moins 5 kHz par rapport à la fréquence intermédiaire des récepteurs radio. La fréquence intermédiaire des récepteurs radio a été fixée à 455 kHz pour les gammes Grandes Ondes, Petites Ondes et Ondes Courtes, et à 10,7 MHz pour la bande FM. Pour cette première gamme de fréquence le BFO devra donc pouvoir osciller entre 450 et 460 kHz de façon à pouvoir effectuer un battement de fréquence rendant audibles des signaux phonie ou morse émis en BLU (Bande Latérale Unique).